# El Colorado, San Salvador
El Colorado är en ort i Mexiko.   Den ligger i kommunen San Salvador och delstaten Hidalgo, i den sydöstra delen av landet, 90 km norr om huvudstaden Mexico City. El Colorado ligger 2 059 meter över havet och antalet invånare är 1 074.
Terrängen runt El Colorado är kuperad söderut, men norrut är den platt. Terrängen runt El Colorado sluttar norrut. Runt El Colorado är det ganska glesbefolkat, med 34 invånare per kvadratkilometer. Närmaste större samhälle är San Salvador, 7,9 km norr om El Colorado. Omgivningarna runt El Colorado är i huvudsak ett öppet busklandskap.